# Felice Gori
Felice Gori (... – 1846) è stato un artigiano italiano.
Figlio di Ignazio, macchinista del Museo di Fisica e Storia Naturale di Firenze, vi entrò a lavorare come apprendista verso il 1782, divenendo successivamente aiuto del padre. Verso il 1789 aprì a Firenze, in Piazza Pitti, una propria officina per la costruzione di strumenti scientifici. Nel 1806 ricevette il titolo di "macchinista regio" e, nel 1807, successe al padre nell'impiego. Chiamato a prestare la sua opera, nel 1808, alla commissione incaricata della parificazione dei pesi e delle misure toscani a quelli francesi secondo il sistema metrico decimale, costruì, per tale scopo, un compasso a verga e, soprattutto, "uno strumento a forma di roulette per la divisione dei metri in legno". Dimessosi dal Museo nel 1811 per potersi dedicare alla sua bottega, continuò a lavorare per l'istituzione fiorentina come collaboratore esterno. Successivamente riprese il proprio posto nel Museo, introducendovi nel 1829 il figlio Galgano (1803-1868) come apprendista macchinista.